# Janko Kleibencetl
Janko Kleibencetl - Hanci, slovenski učitelj in ljubiteljski pisatelj, * 12. december 1930, Pertoča, † 2009.

## Življenje
Janko Kleibencetl se je rodil v kmečki družini na Pertoči v Občini Rogašovci. Osnovno šolo je obiskoval v domačem kraju, kasneje pa se je izšolal za učitelja. Leta 1949 je opravil predhodni učiteljski diplomski izpit v Mariboru in leto kasneje končal učiteljišče v Ljubljani. Kot učitelj je, do odhoda v šolo za rezervne častnike, najprej služboval v Prekmurju, leta 1952 pa je skupaj s svojo soprogo Justo prevzel mesto učitelja v osnovni šoli v Truškah na takratnem Svobodnem tržaškem ozemlju. Poučeval je še v Borštu, Sv. Antonu, na Škofijah in v Šmarjah. Učiteljsko pot je zaključil kot ravnatelj osnovne šole Dekani leta 1972.
Ob svojem rednem delu se je ves čas posvečal področju kulture, zlasti amaterske dramske dejavnosti (kot igralec in režiser), in literarni dejavnosti. Objavljal je v raznih revijah in časnikih, npr. v revijah Fontana in Stopinje, izdal pa je tudi več samostojnih knjig.

## Dela

### Proza
- Pričevanja o življenju in delu učiteljev v Slovenski Istri (1997)
- Ljudje v mojem srcu (1997)
- Štorje z ognjišča (1998)
- Sezonci (2000)
- Od Soče do Dragonje (2001)
- Del tuhá, romski pozdrav (2004)
- Primorci in Istrani v Prekmurju (2006)
- Zgodbe strica Jančija (2009)

### Poezija
- Na dveh bregovih (2005)